# 周书
| 中國二十四史 | 中國二十四史   | 中國二十四史 | 中國二十四史 | 中國二十四史 |
| 次序         | 書名           | 作者         | 作者         |              |
| 次序         | 書名           | 姓名         | 時代         |              |
| ------------ | -------------- | ------------ | ------------ | ------------ |
| 1            | 史记           | 司馬遷       | 西漢         |              |
| 2            | 汉书           | 班固         | 東漢         |              |
| 3            | 后汉书         | 范曄         | 劉宋         |              |
| 4            | 三國志         | 陈寿         | 西晋         |              |
| 5            | 晋书           | 房玄龄等     | 唐           |              |
| 6            | 宋书           | 沈约         | 蕭梁         |              |
| 7            | 南齐书         | 萧子显       | 蕭梁         |              |
| 8            | 梁书           | 姚思廉       | 唐           |              |
| 9            | 陈书           | 姚思廉       | 唐           |              |
| 10           | 魏书           | 魏收         | 北齐         |              |
| 11           | 北齐书         | 李百药       | 唐           |              |
| 12           | 周书           | 令狐德棻等   | 唐           |              |
| 13           | 南史           | 李延寿       | 唐           |              |
| 14           | 北史           | 李延寿       | 唐           |              |
| 15           | 隋书           | 魏徵等       | 唐           |              |
| 16           | 旧唐书         | 刘昫等       | 后晋         |              |
| 17           | 新唐书         | 欧阳修等     | 北宋         |              |
| 18           | 旧五代史       | 薛居正等     | 北宋         |              |
| 19           | 新五代史       | 欧阳修       | 北宋         |              |
| 20           | 宋史           | 脱脱等       | 元           |              |
| 21           | 辽史           | 脱脱等       | 元           |              |
| 22           | 金史           | 脱脱等       | 元           |              |
| 23           | 元史           | 宋濂等       | 明           |              |
| 24           | 明史           | 张廷玉等     | 清           |              |
| 相關         | 東觀漢記       | 劉珍等       | 東漢         |              |
| 相關         | 新元史         | 柯劭忞       | 民國         |              |
| 相關         | 清史稿         | 趙爾巽等     | 民國         |              |
| 相關         | 點校本二十四史 | 顧頡剛等     | 共和國       |              |

《周书》是唐令狐德棻主编的北周纪传体史书，參加編寫的還有岑文本和崔仁師等人。

## 過程
貞觀三年（629年），唐太宗诏修梁、陈、齐、周、隋五代史，令狐德棻與岑文本、崔仁師負責撰北周史，成书于贞观十年（636年）。共五十卷，本紀八卷、列傳四十二卷，而史論多出於岑文本之手。貞觀十年與《北齊書》、《梁書》、《陳書》、《隋書》同時進呈皇家。本書记载了北周宇文氏建立的周朝（557—581）的紀傳體史書。
《周书》文笔简洁爽劲，清代史家赵翼说它“叙事繁简得宜，文笔亦极简劲”。《周书》不只是记述西魏及北周皇朝的史事，内容兼顾了同时代的东魏、北齐、梁与陈等四朝的重大史事，對於帝位更迭、重大动乱，皆詳加载明，反映了当时中国历史发展的大势及纷繁的历史事件。
赵翼又曰：“当后周时，区宇瓜分，列国鼎沸，北则有东魏、高齐，南则有梁、陈，迁革废兴，岁月更异，《周书》本纪一一书之，使阅者一览了然。”
《周書》無志及表，後人據相關史料補作志表，有清人練恕《北周公卿表》1卷，萬斯同《二十五史補編》有〈周諸王世表〉、〈周公卿年表〉各1卷。近人王仲犖《北周地理志》10卷、《北周六典》10卷（以職官為主），郭靄春、徐仁甫、王忠林各自撰有《補周書藝文志》（不分卷）。

## 版本
按傅增湘增补《郘亭书目》，周书的宋本眉山七史本属于原版较多，补版较少的善本，于一二八事变中烧失。

## 内容

### 帝紀
1. 帝紀第一 - 文帝上
2. 帝紀第二 - 文帝下
3. 帝紀第三 - 孝閔帝
4. 帝紀第四 - 明帝
5. 帝紀第五 - 武帝上
6. 帝紀第六 - 武帝下
7. 帝紀第七 - 宣帝
8. 帝紀第八 - 静帝

### 列传
1. 列传第一 皇后 - 文帝元皇后・叱奴皇后・孝閔帝元皇后・明帝独孤皇后・武帝阿史那皇后・李皇后・宣帝楊皇后・朱皇后・陳皇后・元皇后・尉迟皇后・静帝司馬皇后
2. 列传第二 - 邵惠公顥・杞簡公連・莒庄公洛生・虞国公仲
3. 列传第三 - 晋蕩公護
4. 列传第四 - 齐煬王憲
5. 列传第五 - 文閔明武宣諸子
6. 列传第六 - 賀拔勝・賀拔允・賀拔岳・侯莫陳悦・念賢
7. 列传第七 - 寇洛・李弼・李輝・李耀・于謹
8. 列传第八 - 趙貴・独孤信・侯莫陳崇
9. 列传第九 -  梁禦・若干惠・怡峯・劉亮・王德
10. 列传第十 -  王羆・王慶遠・王述・王思政
11. 列传第十一 - 達奚武・侯莫陳順・豆盧寧・豆盧永恩・宇文貴・楊忠・王雄
12. 列传第十二 - 王盟・王勵・王懋・賀蘭祥・尉迟綱・叱列伏龟・閻慶
13. 列传第十三 - 尉迟迥・王謙・司馬消難
14. 列传第十四 - 周惠達・楊宽・楊鈞・柳慶・柳機・柳弘
15. 列传第十五 - 蘇綽
16. 列传第十六 - 盧辯
17. 列传第十七 - 李賢
18. 列传第十八 - 長孫俭・長孫紹遠・斛斯徵
19. 列传第十九 - 赫連達・韓果・蔡祐・常善・辛威・厙狄昌・田弘・梁椿・梁台・宇文測
20. 列传第二十 - 史寧・陸騰・賀若敦・权景宣
21. 列传第二十一 - 王傑・王勇・宇文虯・宇文盛・耿豪・高琳・李和・伊婁穆・楊紹・王雅・達奚寔・劉雄・侯植
22. 列传第二十二 - 竇熾・竇善・翼
23. 列传第二十三 - 韋孝宽・韋敻・梁士彦
24. 列传第二十四 - 申徽・陸通・柳敏・盧柔・唐瑾
25. 列传第二十五 - 狄峙・楊・趙剛・王慶・趙昶・王悦・趙文表
26. 列传第二十六 - 趙善・元定・楊摽・裴宽・楊敷
27. 列传第二十七 - 鄭孝穆・崔謙・崔猷・裴侠・薛端・薛善・薛慎
28. 列传第二十八 - 郑伟・楊纂・段永・王士良・崔彦穆・令狐整・司馬裔・裴果
29. 列传第二十九 - 寇儁・韓褒・趙肅・徐招・張軌・李彦・郭彦・裴文举・高賓
30. 列传第三十 - 蘇亮・柳虯・呂思礼・薛憕・薛寘・李昶・元偉
31. 列传第三十一 - 韋瑱・梁昕・皇甫璠・辛慶之・王子直・杜杲
32. 列传第三十二 - 尉迟運・王軌・宇文神举・宇文孝伯・顏之儀
33. 列传第三十三 - 王褒・庾信
34. 列传第三十四 - 蕭撝・蕭世怡・蕭圆肅・蕭大圜・宗懍・劉璠・柳霞
35. 列传第三十五 - 李延孫・韦法保・韓雄・陳忻・魏玄
36. 列传第三十六 - 泉企・李遷哲・楊乾運・扶猛・陽雄・席固・任果
37. 列传第三十七 儒林 - 盧誕・盧光・重・樊深・熊安生・乐遜
38. 列传第三十八 孝義 - 李棠・柳檜・杜叔毗・荊可・秦族・皇甫遐・張元
39. 列传第三十九 艺術 - 冀儁・蒋昇・姚僧垣・黎景熙・趙文深・褚該
40. 列传第四十 - 蕭詧
41. 列传第四十一 異域上 - 高麗・百济・蛮・獠・宕昌・鄧至・白蘭・氐・稽胡・庫莫奚
42. 列传第四十二 異域下 - 突厥・吐谷渾・高昌・鄯善・焉耆・龟茲・于闐・囐噠・粟特・安息・波斯

## 延伸阅读
[在维基数据编辑]
 在维基文库阅读本作品原文（ 在维基共享资源阅览影像）
 《周書 (四庫全書本)》
 《欽定古今圖書集成·理學彙編·經籍典·北周書部》，出自陈梦雷《古今圖書集成》周書

## 外部連結
- 中華典藏：二十五史全文（简体／繁體）（页面存档备份，存于）
- 《周书》全文：(简体)